# بي. كلاي مور
بي. كلاي مور (بالإنجليزية: B. Clay Moore)‏ هو فنان قصص مصورة أمريكي، ولد في 1950.